# Budismo e sexualidade

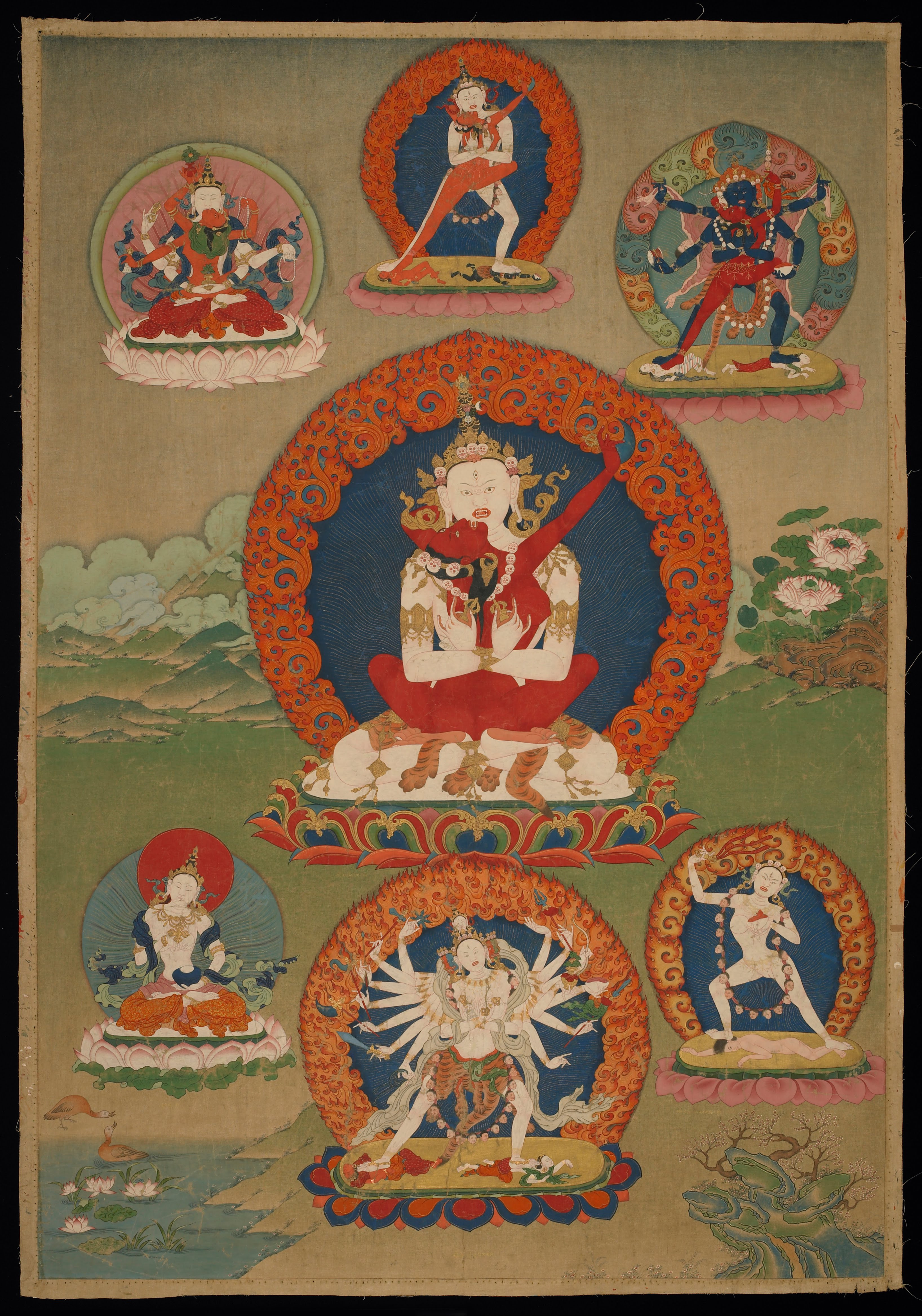
Representação do século XVIII do Yab-Yum, um motivo do Budismo tibetano para a criação do universo como união sexual entre forças primordiais masculinas e femininas

Budismo categoriza a sexualidade, em particular a excitação e o prazer sexual, como um tipo de Kama, ou prazer terreno, que deve ser abandonado para se alcançar a iluminação. Muitos budistas evitam fazer distinção entre a abstinência sexual monástica e outras formas de autodisciplina religiosa, enquanto algumas tradições incorporam ativamente conceitos ou atos sexuais em um contexto Yoga ou Ritualístico.

## Escrituras
No primeiro discurso do Buda, ele identifica o desejo (Taṇhā) como a causa do sofrimento (Dukkha). Em seguida, aponta três objetos do desejo: o desejo pela existência; o desejo pela inexistência; e o desejo pelos prazeres dos sentidos (Kama). Kama é considerado um dos Cinco impedimentos à obtenção de jhana segundo o ensinamento do Buda. Ao longo da Cesta dos Sutras, o Buda frequentemente compara o prazer sexual a flechas ou dardos. Assim, no Kama Sutta (4.1) do Sutra Nipata, o Buda explica que o anseio pelo prazer sexual é causa de sofrimento.
Se alguém, desejando o prazer sensual, o alcança, sim, seu coração se enleva. O ser mortal obtém o que deseja. Mas, se para essa pessoa — que anseia, que deseja — os prazeres se diminuem, ela se quebra, como se fora atingida por uma flecha.
O Buda prossegue afirmando:

Assim, aquele que se mantém sempre vigilante deve evitar os desejos sensuais. Ao desapegá-los, cruzará a inundação como alguém que, tendo esvaziado o barco, alcançou a margem oposta.
A "inundação" refere-se ao dilúvio do sofrimento humano. A "margem oposta" é o Nirvana, um estado em que não há desejo sensual.
O sentido do Kama Sutta é que o desejo sensual, assim como qualquer prazer sensorial habitual, traz sofrimento. Aos leigos, o Buda aconselhou que, pelo menos, evitassem a conduta sexual imprópria (ver definição Theravada abaixo). Já entre os discípulos em tempo integral do Buda – os monges e monjas ordenados – sempre foi exigida a estrita castidade (denominada brahmacharya).

## Visão contemporânea

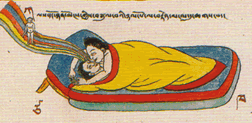
Ilustração budista do intercurso e da concepção como etapa inicial da jornada da alma para a reencarnação

O ex-vice-presidente da Sociedade Budista e presidente do English Sangha Trust, Maurice Walshe, escreveu um ensaio intitulado "Budismo e Sexo", no qual apresentou o ensinamento essencial do Buda acerca da sexualidade humana e sua relação com o objetivo (Nibbana). O terceiro dos Cinco preceitos declara:
Kamesu micchacara veramani sikkhapadam samadiyami,
O significado literal dessa afirmação é: "Eu me comprometo com o treinamento para me abster de praticar o que é errado no que diz respeito à sensualidade." Walshe comenta,
Na visão budista, nada nas ofensas ou falhas sexuais é intrinsecamente ímundo. Aqueles que tendem a desenvolver um complexo de culpa acerca de sua vida sexual devem compreender que o fracasso nesse aspecto não é, nem mais nem menos, grave do que o fracasso em cumprir qualquer outro preceito. De fato, o preceito mais difícil de se observar para quase todos é o quarto – abster-se de todas as formas de fala errônea (que frequentemente inclui comentários pouco caridosos sobre as falhas sexuais reais ou supostas de outrem)!... O que exatamente implica, então, o Terceiro Preceito para o budista leigo? Em primeiro lugar, assim como os demais preceitos, ele é uma regra de treinamento. Não se trata de um "mandamento" de Deus, do Buda ou de qualquer outra entidade que ordene: "Não farás..." Tais mandamentos não existem no budismo. É um compromisso que você assume consigo mesmo, de fazer o seu melhor para adotar um certo tipo de contenção, porque entende que isso é algo bom a se fazer. Isso deve ser claramente compreendido. Se você não julga essa conduta como algo benéfico, não deverá assumi-la. Se, por outro lado, acredita que é algo bom, mas duvida de sua capacidade de cumpri-la, deve se empenhar ao máximo e, possivelmente, buscar ajuda e orientação para facilitar esse caminho. Se você sente que vale a pena trilhar o caminho budista, pode adotar este e os demais preceitos com sinceridade, nesse espírito.
O ensinamento do Buda nasce do desejo de ver os outros livres do dukkha. Segundo sua doutrina, a libertação do sofrimento implica a libertação dos desejos sexuais, e o treinamento (em pali: sikkha) para eliminar esse anseio envolve, em grande parte, a abstenção desses desejos.

## Budismo Monástico
Excetuando-se algumas escolas no Japão e no Tibete, a maioria daqueles que opta por praticar o budismo como ordenados – monges e monjas – também escolhe viver em Celibato.

### Visões predominantes
O sexo é visto como uma grave transgressão monástica. No budismo Theravada, há quatro transgressões principais que acarretam a expulsão da Sangha monástica: sexo, roubo, assassinato e a falsa ostentação de perfeições sobre-humanas. A conduta sexual imprópria para monges e monjas inclui a masturbação. No monasticismo, a completa abstenção do sexo é considerada indispensável para alcançar a iluminação. A crítica do Buda a um monge que quebrou seus votos de celibato — sem ter se despojado primeiro — é a seguinte:
Homem inútil, [o intercurso sexual] é indecente, inadequado, impróprio e indigno de um contemplativo; impróprio e não deve ser realizado... Não ensinei eu o Dhamma de muitas maneiras para o desapego e não para o desejo; para o desatamento e não para o acorrentamento; para a liberdade do apego e não para o apego? E ainda que eu tenha ensinado o Dhamma para o desapego, você direciona seu coração para o desejo; embora eu tenha ensinado o Dhamma para o desatamento, você direciona seu coração para o acorrentamento; embora eu tenha ensinado o Dhamma para a liberdade do apego, você direciona seu coração para o apego.

Homem inútil, não ensinei eu o Dhamma de muitas maneiras para o enfraquecimento da paixão, o despertar da sobriedade da embriaguez, a supressão da sede, a destruição do apego, o rompimento do ciclo, o fim do anseio, do desapego, da cessação, do desvinculamento? Não defendi eu, de muitas maneiras, abandonar os prazeres sensuais, compreender as percepções sensoriais, submeter a sede sensual, destruir os pensamentos sensuais, acalmar as febres sensuais? Homem inútil, seria melhor que seu pênis ficasse preso à boca de uma cobra venenosa do que à vagina de uma mulher. Seria melhor que seu pênis ficasse preso à boca de uma víbora negra do que à vagina de uma mulher. Seria melhor que seu pênis ficasse imobilizado em um poço de brasas em chamas, ardendo e brilhando, do que na vagina de uma mulher. Por que isso? Por essa razão você sofreria morte ou um sofrimento semelhante à morte, mas, por conta disso, no desmembramento do corpo, após a morte, não cairia em deprivação, o mau destino, o abismo, o inferno...

Homem inútil, isso não inspira fé nos descrentes nem fortalece a fé dos fiéis. Ao contrário, causa a falta de fé nos descrentes e a vacilação em alguns dos fiéis.

### Budismo Japonês

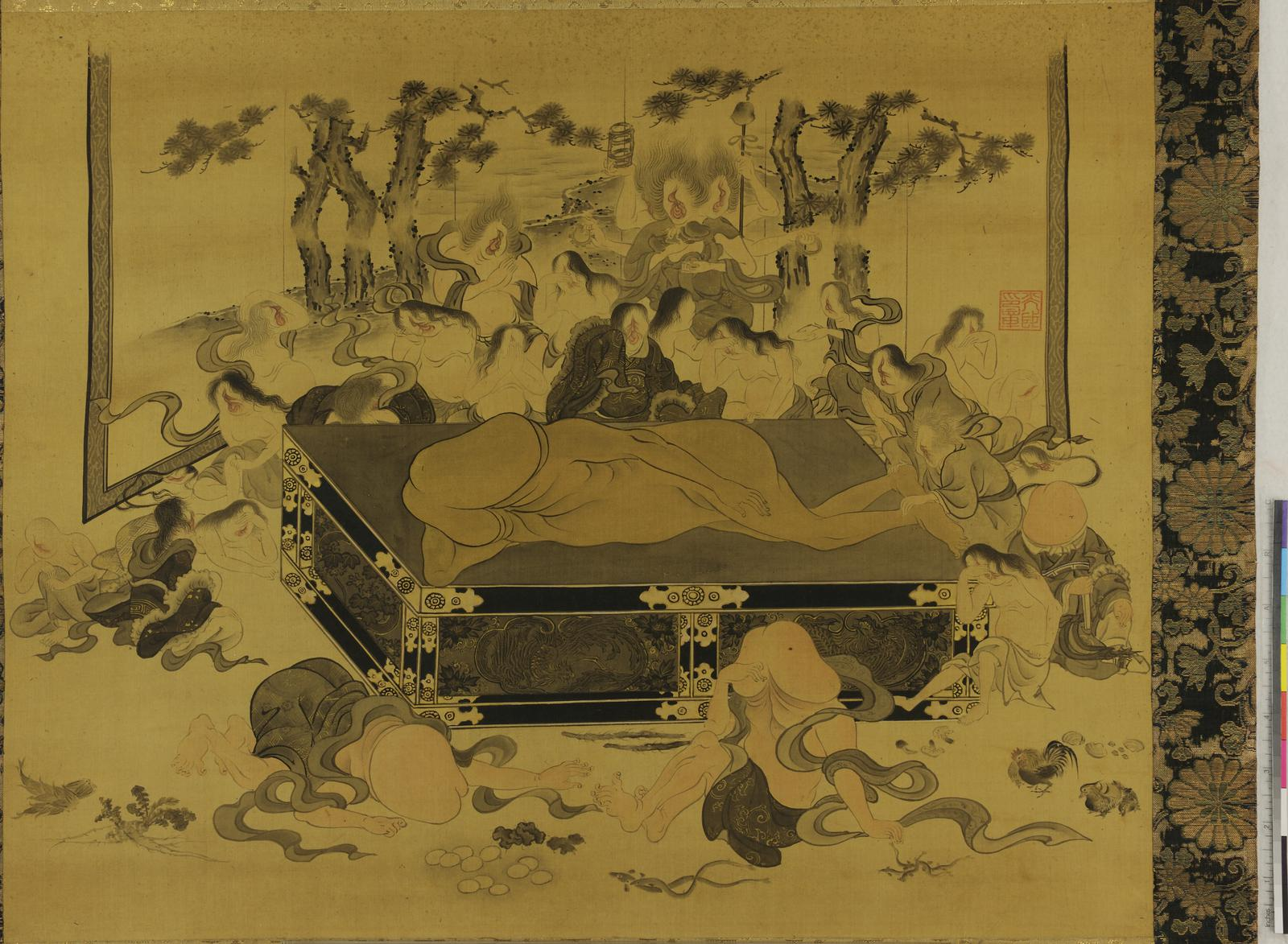
Uma shunga reimaginando a Morte de Buda em termos sexuais exagerados; não se sabe se tal representação pretendia expressar desdém ou reverência.

Ao contrário da maioria dos preceitos do budismo, os monges budistas japoneses eram fortemente associados ao desfrute do prazer e aos relacionamentos sexuais. Muitos eram conhecidos por manter relações com prostitutas e geishas, frequentemente mantendo ligações de longo prazo com eles. Embora tais aspectos fossem alvo popular de críticas e de sátira acusadas de corrupção moral – tanto por japoneses, frequentemente ideologicamente hostis ao budismo, quanto por observadores ocidentais inclinados a ver o budismo como um obstáculo ao sucesso das missões cristãs no Japão – bem como por outros budistas ortodoxos, alguns adeptos desse estilo de vida afirmavam, por vezes, que isso fazia parte de sua prática religiosa. Assim, surgiram correntes do budismo esotérico local, possivelmente influenciadas por tradições folclóricas não budistas, que valorizavam a sexualidade de forma positiva.
O deva japonês Kangiten, uma forma budificada do deus hindu Ganesha, era considerado simbolicamente sexual, sendo representado como duas figuras que se abraçam. Recebeu ampla veneração, especialmente entre as geishas e as pessoas do comércio do prazer, e sua sexualidade esotérica exigia que sua imagem fosse geralmente ocultada do olhar público. No século XII, surgiu a infame seita Tachikawa-ryu, uma escola extrema de sexo tântrico na qual crânios humanos e a emissão de fluidos sexuais eram utilizados em rituais, fato que mais tarde levou à perseguição e repressão por parte dos budistas majoritários. Finalmente, mesmo no budismo não tântrico, o influente monge do século XV Ikkyu pregava que sexo e amor eram caminhos válidos para alcançar a Iluminação. Ele é considerado, de maneira variada, como herege ou santo dentro do Zen.

## Budismo leigo
A formulação mais comum da ética budista são os Cinco preceitos e o Nobre Caminho Óctuplo, que afirmam que não se deve apegar nem anelar pelo prazer sensual. Esses preceitos apresentam-se como compromissos voluntários e pessoais, e não como mandamentos ou instruções divinas. O terceiro dos Cinco preceitos é “Abster-se de cometer conduta sexual imprópria”.
As regras de celibato ou de brahmacharya aplicam-se apenas aos oito preceitos ou aos dez preceitos monásticos.
De acordo com as tradições Theravada, há declarações atribuídas a Gautama Buda sobre a natureza da conduta sexual imprópria. Em Everyman's Ethics, uma coletânea de quatro suttas específicas compiladas e traduzidas por Narada Thera, é afirmado que o adultério está entre os quatro males que os sábios jamais elogiam. No Anguttara Nikaya, nos ensinamentos do Buda a Cunda, essa amplitude de conduta imprópria é descrita:
"...tem-se intercurso com aquelas que estão sob a proteção do pai, da mãe, do irmão, da irmã, de parentes ou do clã, ou da comunidade religiosa; ou com aquelas prometidas a outrem, protegidas por lei, e até mesmo com aquelas enfeitadas com uma guirlanda como sinal de noivado" (etc. – criança/menor de idade)
O Bhikkhu Nyanamoli forneceu uma tradução em inglês do Majjhima Nikaya 41, na qual se lê: "Ele se entrega à conduta imprópria dos desejos sexuais: tem intercurso com tais (mulheres) que estão sob a proteção da mãe, do pai, (da mãe e do pai), do irmão, da irmã, de parentes, que têm marido, que implicam uma penalidade, e também com aquelas enfeitadas em sinal de noivado."

## Yoga sexual

Temas eróticos nas esculturas do Templo Amruteshwar

Segundo algumas autoridades tibetanas, a prática física do yoga sexual é necessária no mais alto nível para a obtenção da Buddade. O uso do yoga sexual é altamente regulado, sendo permitido somente após anos de treinamento. A prática física do yoga sexual é, e tem sido historicamente, extremamente rara. A grande maioria dos tibetanos acredita que a única prática adequada do sexo tântrico ocorre de forma metafórica – e não física – em rituais e durante visualizações meditativas. A seita dominante Gelug do budismo tibetano sustenta que o yoga sexual como prática física efetiva é o único meio de atingir a Buddade em uma única vida. Segundo a tradição, o fundador da seita, Tsongkhapa, não participou dessa prática, mas alcançou a iluminação completa no momento da morte, o que, de acordo com essa escola, é o mais próximo possível sem o yoga sexual. A escola também ensinava que tal prática é apropriada somente para os praticantes mais elitizados, que realizaram diretamente a vacuidade e possuem compaixão de forma excepcionalmente intensa. A próxima maior escola no Tibete, a Nyingma, sustenta que isso não é necessário para alcançar a Buddade em uma única vida. O décimo quarto Dalai Lama da seita Gelug sustenta que a prática deve ser realizada apenas como visualização.

## Homossexualidade
Entre os budistas há uma ampla diversidade de opiniões sobre a homossexualidade. De acordo com o Cânone Pāli e a Āgama (as escrituras budistas iniciais), não há nenhum ensinamento que relacione relações do mesmo sexo ou entre sexos opostos com conduta sexual imprópria. Acadêmicos argumentam que o budismo primitivo não encarava a orientação sexual como uma questão moral e que a tolerância está alinhada com os valores essenciais do budismo como um todo. Assim, as atitudes budistas em relação à homossexualidade frequentemente refletem a cultura local e não os ensinamentos budistas. A história LGBTQ nas sociedades budistas inclui culturas de aceitação e de rejeição em diferentes períodos e locais.
O terceiro dos Cinco preceitos adverte contra a "conduta sexual imprópria"; entretanto, este termo é amplo e sujeito a interpretações segundo as normas sociais dos adeptos. O budismo primitivo aparentemente permaneceu silencioso quanto às relações homossexuais.
Alguns monges Theravada afirmam que as relações entre pessoas do mesmo sexo não violam a regra de evitar a conduta sexual imprópria, a qual significa não ter relações com alguém menor de idade (portanto, protegido por seus pais ou responsáveis), com alguém prometido(a) ou casado(a) e que tenha assumido votos de celibato religioso. Algumas tradições posteriores impõem restrições ao sexo não vaginal, embora tais situações pareçam envolver sexo forçado.
A situação é diferente para os monásticos. Para eles, o Vinaya (código de disciplina monástica) proíbe toda atividade sexual, mas o faz em termos puramente fisiológicos, sem fazer distinções morais entre as diversas formas de intercurso.
Líderes budistas conservadores contemporâneos, como o mestre Chan Hsuan Hua, se manifestaram contra o ato de homossexualidade. Alguns líderes budistas tibetanos, como o 14º Dalai Lama, falaram sobre as restrições relativas a como utilizar o seu órgão sexual para inserir partes do corpo de outrem, com base no trabalho de Je Tsongkhapa.
No entanto, o Dalai Lama repetidamente "manifestou seu apoio ao pleno reconhecimento dos direitos humanos para todas as pessoas, independentemente da orientação sexual." Em sua entrevista mais recente sobre o tema (10 de março de 2014), o Dalai Lama afirmou que o casamento entre pessoas do mesmo sexo é "OK", desde que não contrarie os valores da religião que se escolheu.
Entre os apoiadores contemporâneos proeminentes dos direitos de homossexuais, destacam-se a Nalandabodhi sangha, que declarou ser acolhedora a todas as orientações sexuais, e o renomado lama butanês Khyentse Norbu, que expressou apoio aos direitos LGBT em Butão.
Hsing Yun, fundador da ordem budista Fo Guang Shan, convocou pela tolerância em relação à comunidade LGBT.
A Tradição da Vila Plum, fundada por Thích Nhất Hạnh e Chân Không, aceita formalmente indivíduos LGBT, lançando uma iniciativa denominada "The Rainbow Family".
Um Taiwan de forte tradição budista legalizou o casamento entre pessoas do mesmo sexo em 2019, com o expressivo apoio da monja budista Chao-hwei Shih.
Nepal, um país com influências budistas relativamente significativas, legalizou o Casamento entre pessoas do mesmo sexo em 24 de abril de 2024.
A Tailândia, também fortemente influenciada pelo budismo, legalizou o casamento entre pessoas do mesmo sexo em 2024.
Casamentos entre pessoas do mesmo sexo também são realizados em locais onde ainda não são reconhecidos oficialmente. Por exemplo, tais cerimônias ocorrem no Shunkō-in, um templo budista Rinzai Zen em Quioto e no Templo Shozenji, na cidade de Moriguchi, em Osaka.
A Igreja Budista de São Francisco realizou pela primeira vez uma cerimônia de casamento homossexual na década de 1970, enquanto budistas americanos da Soka Gakkai vêm promovendo cerimônias de união entre pessoas do mesmo sexo desde a década de 1990.

## Leitura complementar
- Porath, Or (janeiro de 2015).  Porcu, Elisabetta, ed. «The Cosmology of Male-Male Love in Medieval Japan: Nyakudō no kanjinchō and the Way of Youths». Leiden: Brill Publishers. Journal of Religion in Japan. 4 (2–3): 241–271. ISSN 2211-8330. doi:10.1163/22118349-00402007. eISSN 2211-8349
- Smith, Sharon E.; Munt, Sally R.; Kam-Tuck Yip, Andrew (2016). «Thinking Through the Cultural Politics of Race, Sexuality, and Gender in Western Buddhism». In:  Smith, Sharon E.; Munt, Sally R.; Kam-Tuck Yip, Andrew. Cosmopolitan Dharma: Race, Sexuality, and Gender in British Buddhism. Col: Numen Book Series. 152. Leiden: Brill Publishers. pp. 1–48. ISBN 978-90-04-23279-2. ISSN 0169-8834. doi:10.1163/9789004232808_002